# ام-کرسول
ام-کرسول (به انگلیسی: M-Cresol) با فرمول شیمیایی C7H8O یک ترکیب شیمیایی است. که جرم مولی آن 108.14 g/mol می‌باشد. شکل ظاهری این ترکیب، مایع بی‌رنگ است.